# Pterostoma brunnea
Pterostoma brunnea är en fjärilsart som beskrevs av Ludwig Carl Friedrich Graeser 1888. Pterostoma brunnea ingår i släktet Pterostoma och familjen tandspinnare. Inga underarter finns listade.